# Jupiterovi unutarnji sateliti
Jupiterovi unutarnji sateliti  ili grupa Amalteja je naziv za 4 mala Jupiterova satelita koji kruže vrlo blizu Jupitera, unutar njegovim prstenova. 
Grupa ima 4 člana. Redom od Jupitera prema vani, to su:
- Metis
- Adrasteja
- Amalteja (najveći satelit, po njemu se zove grupa)
- Tebe

Putanje su im vrlo pravilne, vrlo slične kružnicama, s vrlo malim inklinacijama. Velike poluosi njihovih putanja su između 127 690 km i 221 700 km.
Sva 4 satelita su tamnih površina i nepravilnog oblika. Amateja ima vrlo crvenu površinu, najcrveniju od svih poznatih tijela Sunčevog sustava.
Amalteja je dugačka oko 135 km, dok su ostala 3 satelita od 10 do 50 km u promjeru.

## Povijest otkrića
Amajteju je 9. rujna 1892. otkrio Edward E. Barnard. Preostala 3 satelita iz grupe otkrivena su 1979. godine, prilikom prolaska sondi Voyager 1 i Voyager 2. Na snimkama Voyagera 1 su 4. i 5. ožujka 1979. otkriveni Metis i Tebe, dok je Adrasteja otkrivena 8. srpnja 1979., na snimkama koje je načinio Voyager 2.

## Sateliti i prstenovi
Jupiterov sustav prstenova je usko vezan za ova 4 satelita. Metis i Adrasteja, čije se orbite nalaze s unutarnje strane jupiterovog glavnog prstena, te Amajteja i Tebe, koji Jupiter obilaze unutar jupiterovog Gossamer prstena, djeluju kao pastirski sateliti. Vjeruje se da bi ova 4 satelita mogli biti izvor materijala za prstenove. Smatra se da udari mikrometeorita podiču čestice prašine s površine ovih satelita, gradeći na taj način prstenove. 
I struktura prstenova određena je dimenzijama satelita i inklinacijama njihovih orbita u odnosu na Jupiterov ekvator. 